# José Manuel Estrada
José Manuel Estrada (Buenos Aires, 13 de julio de 1842 - Asunción, Paraguay, 17 de septiembre de 1894) fue un profesor, escritor, político, intelectual y eminente orador argentino, representante del pensamiento católico. 
Escribió numerosas obras sobre educación, historia y política de su país, fue diputado nacional por la Unión Católica y rector del Colegio Nacional de Buenos Aires. Se destacó por su oposición al laicismo y al liberalismo propios de la generación del 80, que gobernó entre la segunda mitad del siglo XIX y las primeras décadas del siglo XX. El 17 de septiembre, en conmemoración de su fallecimiento, se declaró en la Argentina el día del profesor.
En la placa conmemorativa erigida en la Asociación Católica de Buenos Aires reza: "Infatigable defensor de la fe y de la patria, cuya palabra fue espada penetrante sobre todo en las asambleas, cuya doctrina fue consejo del prudente y su vida ejemplo singular para sus contemporáneos y la posteridad".

## Biografía

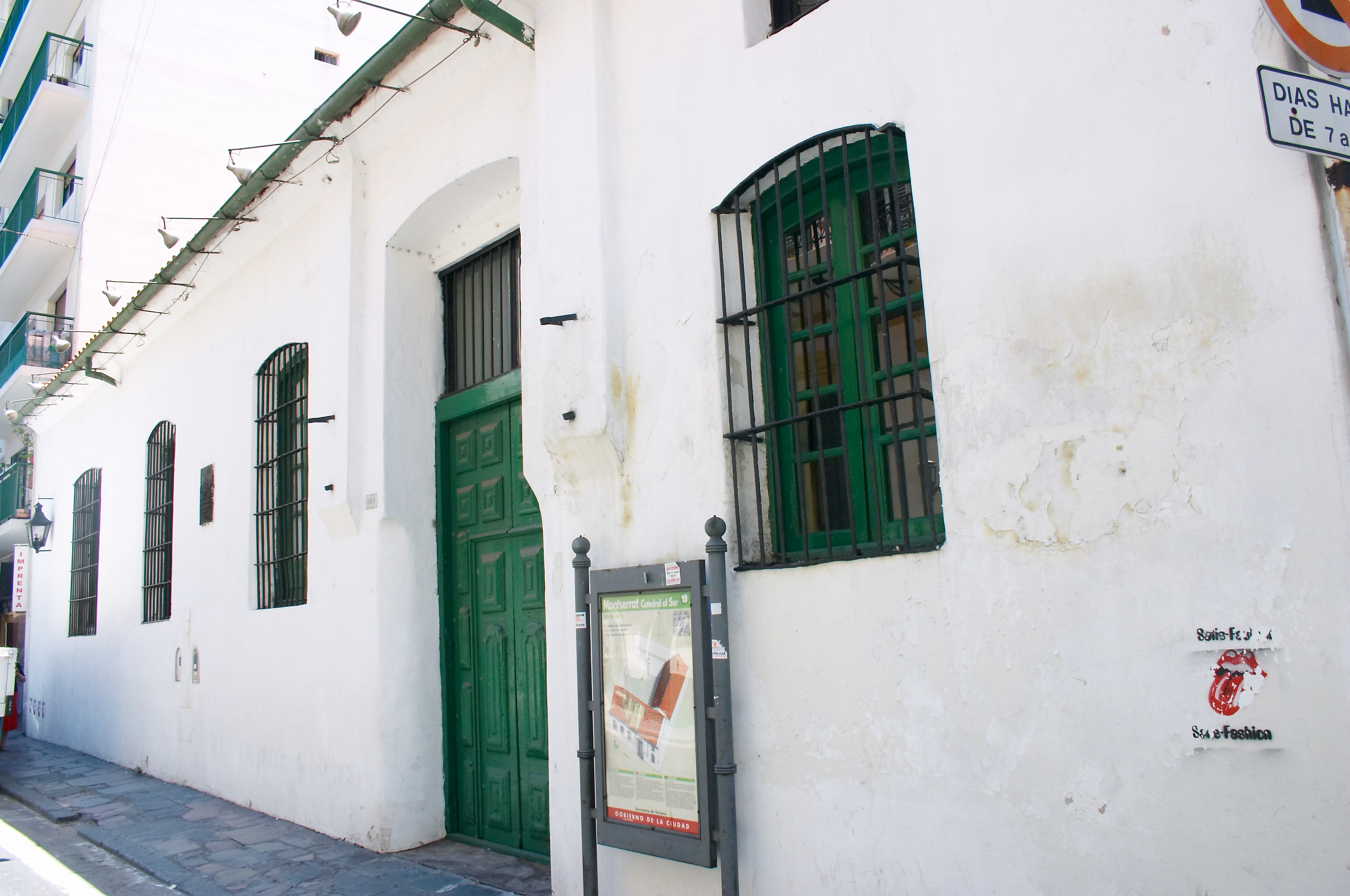
Casa de la familia Liniers. Al morir su madre, Rosario Perichón en 1851, quedó junto a sus hermanos a cargo de su abuela, Carmen de Liniers, hija del conde de Buenos Aires. En esa casa fue educado por Manuel Pinto, muy rico e influyente, que había perdido la mayor parte de su fortuna en su vejez. A los 12 años, comenzó sus estudios secundarios en la escuela de los padres franciscanos, anexa al convento, donde asistió a las clases del fraile Buenaventura Hidalgo.

### Comienzos literarios
En 1858, con 16 años, publicó Al descubrimiento de América, con el que ganó un concurso organizado por el Liceo Literario de Buenos Aires. 
Se inició en el periodismo: entre noviembre de ese año y marzo del siguiente dirigió, junto a su hermano Santiago, el semanario La Guirnalda, y colaboró en el semanario La Religión fundado por León Federico Aneiros y Olegario Correa.
En 1859 publicó Signum Foederis - efectos sociales y religiosos de la armonía, obra en la que, con 17 años, urgía al Estado de Buenos Aires a unirse a la Confederación Argentina para restablecer la armonía nacional.
En 1861 creó la Sociedad San Francisco Javier, para unir a los artesanos de Buenos Aires, y para difundir entre ellos la cultura católica. Esto fue un antecedente de los Círculos Católicos de Obreros, y un signo de la preocupación social de Estrada, en línea con lo que se conocería como Doctrina social de la Iglesia.
En 1862, desde el su opúsculo Cristianismo y Democracia rebatió la tesis de Francisco Bilbao de que el cristianismo y la democracia eran incompatibles, y que el cristianismo era la causa de los males de América. Dijo Estrada: «somos republicanos y amamos la libertad, porque somos cristianos y amamos la dignidad del hombre». En El génesis de nuestra raza, una obra polémica, refutó a Gustavo Minelli, profesor de historia en la Universidad de Buenos Aires. En esta obra, Estrada aseveró que la raza humana es una sola.
En 1864, con 22 años, fundó junto a Lucio V. Mansilla el Círculo Literario, a cuya primera reunión concurrieron Valentín Alsina, Dardo Rocha, Luis Sáenz Peña, Miguel Navarro Viola, Carlos Guido y Spano y Estanislao del Campo. Alsina ofició de presidente del Círculo, con Mansilla y Estrada como secretarios. Después fueron elegidos Juan María Gutiérrez como presidente, y Juana Manso, Marcos Sastre, Luis Lorenzo Domínguez, Dardo Rocha y Juan Carlos Gómez como vocales. El Círculo se concentró en el estudio de la Historia argentina, temática propuesta por el presidente de la Nación, Bartolomé Mitre. Otras personalidades que participaron fueron Amadeo Jacques, Pastor Obligado, Miguel Puiggari, Carlos Burmeister y Manuel Trelles. Ese año, Estrada publicó Ensayo histórico sobre la revolución de los comuneros del Paraguay en el siglo XVIII.

### Estrada educador
En octubre de 1865, el director de Escuelas de la Provincia de Buenos Aires, Luis José de la Peña, lo convocó para dictar un curso de Historia argentina en la nueva Escuela Normal de Profesores que funcionaba en una habitación de la Escuela de Catedral al Norte. Estrada diseñó un curso de 30 lecciones en dos conferencias nocturnas públicas por semana: de inmediato captó el interés de los vecinos ilustrados ya que en ese momento no era común que se estudiara la Historia del país.
En 1868, dado el éxito de sus cursos, publicó el libro Lecciones de Historia argentina, en el que se incluyen 21 de las 30 lecciones, desde la conquista hasta el gobierno de Rosas: más de la mitad de ellas tratan el período anterior a la Revolución de Mayo.
El presidente Domingo Faustino Sarmiento tenía aprecio por Estrada, aun cuando discreparan en aspectos ideológicos: «del joven Estrada he gustado mucho de sus lecturas sobre historia». Por eso, cuando en 1869 el presidente fundó una cátedra de Instrucción Cívica en el Colegio Nacional de Buenos Aires, lo designó titular. En ese año Emilio Castro, gobernador de Buenos Aires, lo designó jefe del Departamento de Escuelas, cargo que antes había tenido el renunciante Luis José de la Peña y que Estrada ocuparía hasta 1870. En esa época los maestros no tenían título ni se los evaluaba: Estrada organizó un ciclo de conferencias y cursos para su desarrollo profesional y propuso remover a quienes fueran menos competentes o tuvieran un injustificado ausentismo. El gobernador puso en práctica estas reformas de manera parcial, por lo que Estrada renunció al año siguiente.

### Incursiones políticas
En 1871, Estrada fue elegido para la convención constituyente de la Provincia de Buenos Aires por la Quinta Sección de Campaña, que comprendía los partidos de Luján, Mercedes y Chivilcoy. La constitución provincial se había escrito en 1854 cuando todavía estaba separada del resto de la Confederación, y debía adecuarse al nuevo contexto. Estrada hizo su aporte en la regulación del derecho de enseñar, favoreció una redacción del artículo 33 que permitiese el funcionamiento de universidades con la facultad de otorgar grados académicos y poseer bienes. Defendió el sistema electivo proporcional, pero no logró que se impusiera el voto secreto. En ese año publicó un artículo titulado La Iglesia y el Estado, que recibiría críticas por parte de otros católicos, como Félix Frías y Fray Mamerto Esquiú. Ese fue el período más liberal de Estrada, en el que sostuvo la tesis de Montalambert: «Iglesia libre en el Estado libre».
En 1873, Estrada fue elegido diputado provincial. En tal carácter, participó del debate sobre la ley de educación provincial y preparó un proyecto de ley sobre escuelas. Su pertenencia a la Cámara de Diputados provincial se extendería hasta 1876. Se publicaron sus clases sobre Instrucción Cívica en el Colegio Nacional de Buenos Aires, que serían conocidas y leídas por varias generaciones de argentinos bajo el título La política liberal bajo la tiranía de Rosas, donde analizó la obra de Esteban Echeverría titulada Dogma socialista y construyó una filosofía social y política más elaborada.
En 1874, fue nombrado jefe de la Dirección General de Escuelas Normales, y en 1875, aunque no contaba con un título universitario, a pedido del presidente Nicolás Avellaneda tomó la cátedra de Derecho constitucional y administrativo en la Facultad de Derecho de la Universidad de Buenos Aires que había quedado vacante tras la muerte de Florentino González. Estrada puso mucho empeño en su labor docente y escribió una serie de artículos sobre la materia, dado que no había manuales y se usaban libros de derecho estadounidense. Se destacan su artículos Sufragio y Representación de las minorías.

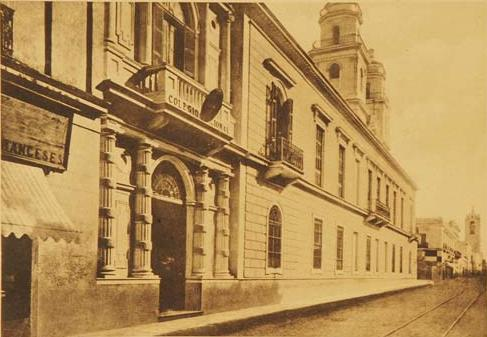
Imagen del antiguo edificio del Colegio Nacional de Buenos Aires, construido por los jesuitas en el, y en el que José Manuel Estrada se desempeñó como rector.

Estrada aceptó el ofrecimiento de Avellaneda de ser rector del Colegio Nacional de Buenos Aires como sucesor de Alfredo Cosson, y fue designado el 16 de julio de 1876. Como rector emprendió reformas en el currículo: agregó temas de Historia argentina para hacer brotar en los alumnos un sentimiento de sano patriotismo, e incorporó el estudio de las instituciones del federalismo. Impulsó un aumento en el salario de los profesores, ya que «la vocación del profesor no se confunde con la del mártir, ni con la del penitente». Entre sus muchos discursos —que mostraron su capacidad docente y su oratoria engalanada y apasionada— se conservan aquellos que tuvieron por audiencia a los alumnos del Colegio Nacional, entre ellos, el efectuado con motivo de la muerte del exgobernador Juan Manuel de Rosas, a quien presentó como «dos hombres: el caudillo y el tirano». Una de las locuciones del discurso, «¡Desgraciados los pueblos que olvidan!», se transformó en un pensamiento señero dentro de la Historia político-social y constitucional de Argentina. Terminada la conferencia, los alumnos lo acompañaron en el camino a su casa vivándolo por la calle y ante la estatua de San Martín en Retiro, Adolfo Mitre improvisó un discurso en nombre de los alumnos.

¡Desgraciados los pueblos que olvidan! Aquellos de cuyo corazón desaparece la memoria de sus bienhechores, como inscripciones sepulcrales que borran los vivos al pasar; aquellos de cuya conciencia desaparece el odio hacia los grandes malvados, como el fuego de una antorcha apagada en la onda abominable! ¡Demos gracias al cielo, porque sabemos glorificar a San Martín; démosle gracias porque sabemos execrar a Rosas, y levantemos al pie del altar la plegaria cristiana por todos los que resistieron a la corrupción y cayeron bajo el puñal! [...]

¡Ah! Si me fuera dado infundir en vuestro espíritu esas verdades, como una luz para las horas congojosas de la incertidumbre, como una fuerza para las horas a ciegas de la tentación y de la lucha; si pudiera devolveros a la familia, y entregaros a la vida impregnados en estos sentimientos que empalidecen y se enfrían en mis labios, yo también exclamaría: non omnis moriar: ¡no, no moriré del todo!
José Manuel Estrada, 24 de abril de 1877.
 Del comienzo y final de su discurso a los alumnos del Colegio Nacional
 con motivo de la muerte de Juan Manuel de Rosas y
 los funerales celebrados en Buenos Aires por las víctimas de la tiranía

### En política nacional
Entre fines de la década de 1870 e inicios de la de 1880, Estrada cambió de modo radical su relación con el liberalismo: mantuvo las ideas de la libertad individual y la democracia, rechazó de plano el nombre de liberal, ya que consideraba que el liberalismo político estaba unido al relativismo moral y al laicismo. En 1880 volvió a editar la Revista Argentina, desaparecida en 1872. En su primer número, la editorial afirmó que la revista «será cristiana», y el lema elegido para la publicación era la frase de San Pablo: instaurare omnia in Christo (Efesios 1:10).
Fue muy importante su actuación en el Congreso Pedagógico de 1882 donde sostuvo que la escuela pública común debía ser católica, manteniendo un duro debate con Leandro N. Alem. La masonería proponía una prohibición de las escuelas religiosas, y la estricta laicidad de todas las escuelas del país. En ese momento, en un sistema que no generaba controversias, se exceptuaba de la enseñanza religiosa en las escuelas públicas a los alumnos cuyos padres así lo solicitaran. El 1 de agosto se fundó el diario La Unión con la colaboración, entre otros, de Estrada y de su hermano Santiago. Este diario se publicaría durante ocho años y tenía por objetivo mitigar la ausencia de periódicos de tendencia no liberal.
En 1883 se fundó La Asociación Católica, que presidió Estrada y en cuya dirigencia participaron: Tristán Achával Rodríguez, Miguel Navarro Viola, Emilio Lamarca, Apolinario Casabal, Pedro Goyena, Tomás S. de Anchorena, y Enrique Lezica, entre otros. La Asociación buscó impactar en el debate público acerca de la laicidad o catolicidad de la enseñanza. Un año más tarde, tras una concurrida Asamblea de Católicos, la Asociación transmutaría en un partido político, Unión Católica, con el que Estrada sería electo diputado nacional. En julio, el presidente Julio Argentino Roca y su ministro de educación Eduardo Wilde relevaron a Estrada por Amancio Alcorta en el rectorado del Colegio Nacional, antecedente de la escalada de hechos que enfrentaría al gobierno con la Iglesia católica al año siguiente.

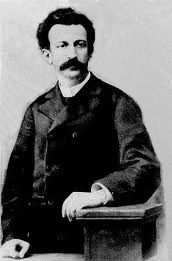
José Manuel Estrada, en 1884.

A principios de 1884, el gobierno contrató a un grupo de maestras norteamericanas seleccionadas para que fueran de religión protestante y las destinó a la nueva Escuela Normal de Córdoba. El sacerdote vicario de la diócesis, Gerónimo Clara, instó a los católicos a que no mandaran sus hijos a esa escuela, y el gobierno contestó acusándolo de desestabilizador y subversivo. Un grupo de católicos, entre ellos tres profesores universitarios, firmó un manifiesto en defensa del religioso y por esta razón los profesores fueron dejados cesantes de sus cátedras. Estrada y otras personalidades intercedieron por esos profesores ante el gobierno nacional, y así también un decreto presidencial expulsó a Estrada de su cátedra de Derecho constitucional y administrativo en la Universidad de Buenos Aires. Se expulsó al nuncio apostólico, y se intervino las diócesis de Salta, Jujuy y Santiago del Estero. Fue entonces cuando, ante los numerosos alumnos que acudieron a su domicilio para desagraviarlo, Estrada pronunció uno de sus discursos más famosos, en el que aludió a Roca y sus colaboradores:

Recibí la misión de enseñaros el Derecho. Gobernantes abortados de los campamentos y de la descomposición de las oligarquías, no son jueces de mi enseñanza; pero la sociedad entera es testigo de lo que ahora os enseño: a ejercerlo sin mirar a los que fraguan despotismos desde arriba, derribando la justicia, y desde abajo, acomodando el cuello para recibir el yugo [...]

En 1886, fue elegido diputado por la Unión Católica, junto a Pedro Goyena. Desde su banca trató de impedir que el gobierno asignara tierras sobre el canal del Beagle a un súbdito de la Corona británica, cosa que fue aprobada y llevó a la fundación de la ciudad de Ushuaia. En diciembre, Tucumán había elegido gobernador a Juan Posse, que no era partidario del presidente Juárez Celman. Por este motivo se organizó una columna armada que partió de Córdoba y ocupó el cabildo provincial. El Congreso nacional, en vez de mandar que se restituyera en el poder a las autoridades legales, ordenó la intervención federal de la provincia, designando interventor al oficialista Salustiano J. Zavalía. A estos manejos se opuso Estrada, aunque sin resultados. También se opuso y representó la opinión del pensamiento católico, contra la ley de matrimonio civil sancionada en 1888 y adjetivada como una intromisión del estado en un rol social que no le corresponde. Se opuso a la Ley de enseñanza 1420 porque estableció la escuela laica. Pese a toda su oposición y lucha, no pudo evitar que se promulgaran las leyes de educación laica, el matrimonio civil y el pase del Registro civil a manos del Estado.

### Últimos años

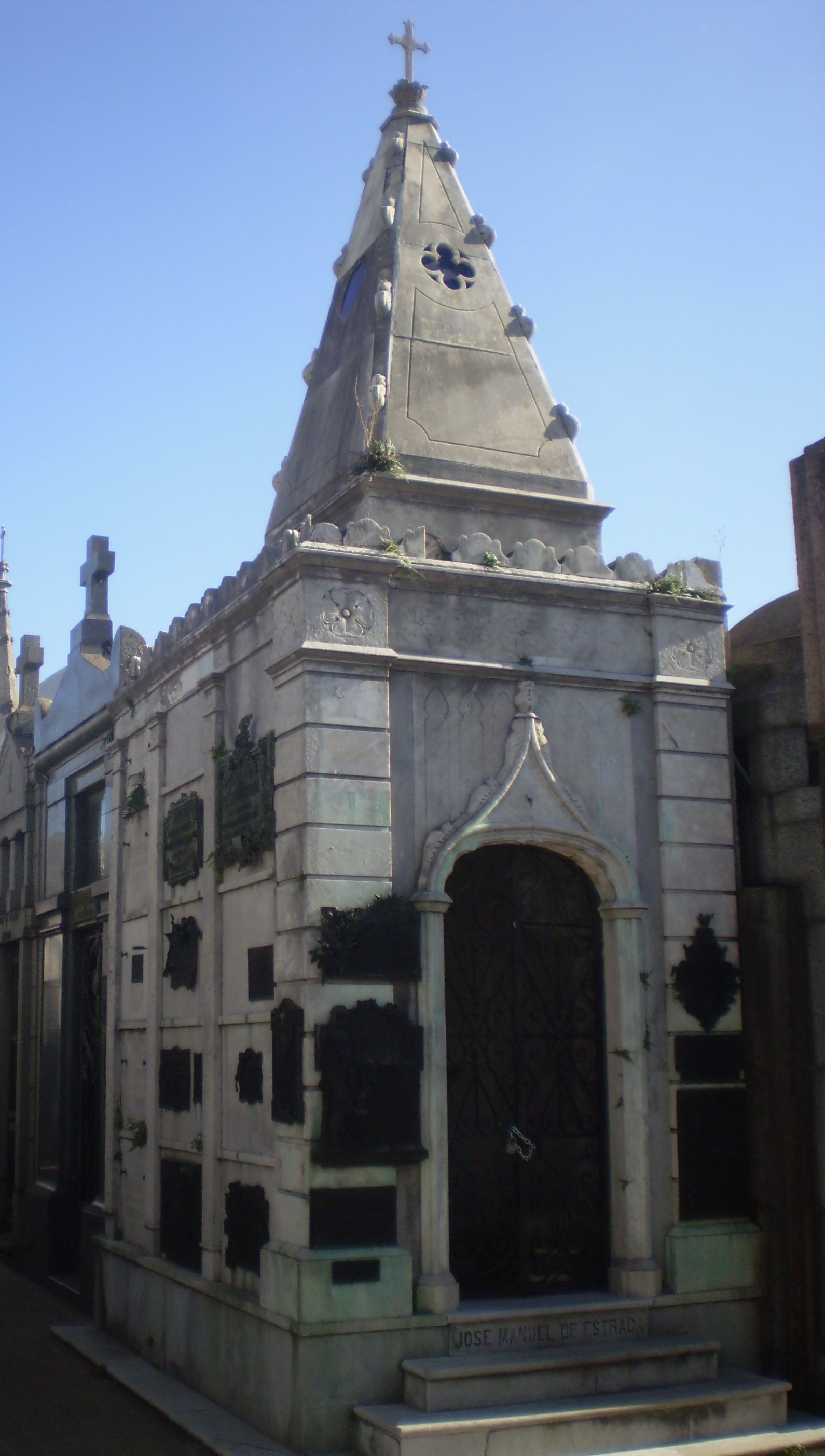
Su tumba en el cementerio de la Recoleta es monumento histórico nacional.

En 1890, terminado ya su mandato como diputado, fue uno de los oradores en el célebre mitin del 13 de abril en el Frontón Buenos Aires donde se fundó la Unión Cívica de la Juventud, que se transformaría en la Unión Cívica Radical. El día del acto, a la noche, Estrada sufrió un desmayo y vómitos, lo cual preocupó a sus médicos, quienes le recomendaron reposo. Su participación en la vida política y periodística fue disminuyendo: La Unión Cívica llevó a cabo una revolución en julio de 1890, pero Estrada fue ajeno porque se encontraba en Rosario de la Frontera reponiendo su estado físico. En octubre de 1893 el presidente electo Luis Sáenz Peña lo llamó para ocupar un lugar en su Gabinete, pero Estrada lo rechazó. En cambio, aceptó ser designado ministro plenipotenciario ante el gobierno de Paraguay, donde pensaba encontrar un clima más adecuado para su salud. En ese país era ministro de Relaciones Exteriores un exalumno suyo: Venancio López, lo cual facilitó su trabajo. La salud de Estrada no mejoró, murió en la tarde del 17 de septiembre de 1894.
Sus restos llegaron a Buenos Aires a bordo de la fragata La Argentina. Por disposición presidencial fue velado en la Catedral Metropolitana con los honores de un general de división; y el canónigo Juan Nepomuceno Terrero, muy amigo de Estrada, pronunció la oración fúnebre. A su funeral asistieron miles de personas, incluso el presidente Luis Sáenz Peña. Sus restos descansan en el cementerio de la Recoleta. El sepulcro 419 fue declarado monumento histórico por decreto 12806 del 2 de octubre de 1946.
En conmemoración de su muerte, el 17 de septiembre en la República Argentina se conmemora el día del Profesor.

Estampad en vuestra alma dos nombres, divisa y enseña de las supremas victorias ¡Dios y la Patria!
José Manuel Estrada, a los alumnos del
Colegio Nacional de Buenos Aires.

## Ideario político

### Ley moral y orden natural
Estrada afirmaba que la dignidad humana era intrínseca de todas las personas, y que el origen de esta dignidad residía en el orden natural. Por este motivo, el autor colocó a la ley moral como principio indispensable para cualquier orden jurídico justo: «ninguna legislación política ni ningún acto colectivo en las mil situaciones históricas de la humanidad, puede disminuir la estabilidad y la eficiencia de la ley moral». Esto se contrapone al utilitarismo propagado en el Plata por Esteban Echeverría. También rechazaba el relativismo moral, calificado de «variable», «corruptible» y «extravagancias metafísicas».
Es la ley moral, según Estrada, la que hace realmente iguales a los hombres: los hombres son iguales por su propia naturaleza, no porque al Poder se le antoja igualarlos. La ley moral es independiente de lo que llegue a decir la ley civil, que cambia según quién legisle: ante la ley moral todos los hombres deben comportarse moralmente. Pero sin la ley moral del cristianismo, se abre la puerta para negar la dignidad humana - cuyo único sustento filosófico es la moral. De aquí surge su afirmación de la importancia social de la religión, y de su influencia en los asuntos públicos.

Existe una soberanía superior a todas las que se han disputado el dominio de la sociedad y los honores de la historia. En medio de las vicisitudes humanas y de la extrema movilidad de las pasiones, permanece inmutable con aquella augusta identidad de lo absoluto. Esta soberanía es la del bien moral ... De consiguiente ... las relaciones sociales del hombre están regidas por el bien moral, y se profiere una horrible blasfemia cuando se afirma que la política puede prescindir de sus reglas. ... Así pues, ni los gobiernos ni los pueblos lo pueden todo. El capricho de los tiranos y el entusiasmo o la medrosidad de las muchedumbres tienen un límite que no les es dado salvar. Ese límite son los principios morales fundamentales.

### Democracia
El autor era un exponente del pensamiento demócrata y republicano. Sostenía que la base fundamental de una república estaba en la moralidad de sus gobernantes, y que gobernantes inmorales terminarían ejerciendo una tiranía. Se lamentaba de la democracia de partidos, a la que veía como un impedimento para la auténtica expresión popular. Siguiendo el pensamiento tomista (que en este punto sigue a Aristóteles) Estrada creía que podría ser posible pensar una sociedad justa sin democracia. Pero consideraba que la democracia era el camino más apropiado para los argentinos, y que una Monarquía justa necesitaba un monarca santo. Las ideas republicanas del autor presuponían un sistema de leyes alineado con la ley moral, y que no consintieran la «tiranía del número» sino que respetaran la libertad de las minorías. Tampoco preveía un igualitarismo absoluto o un desprecio por los méritos individuales de cada uno. Hay cuatro principios que Estrada reconoce como fundamentales para una democracia:
- El orden social con armonía de derechos, donde cada clase social tenga un rol y los derechos de cada persona se establezcan con justicia.
- La supremacía de la ley, siendo las leyes disposiciones racionales promulgadas para el bien común, y no para el bien de un sector o minoría.
- La subordinación del egoísmo, para que todos trabajen por el bien común, sin menospreciar la iniciativa privada o los derechos individuales.
- El respeto a las entidades moderadoras, en todos los ámbitos, ya sea la Justicia, la Iglesia, y otras.[75]

Estrada también distinguió los conceptos de masa y de pueblo durante su argumentación sobre la necesidad de la educación escolar: «Un pueblo no es un conjunto informe de hombres absorbidos en una colección monstruosa, omnipotente o inmóvil». Fue un férreo defensor del sufragio universal, rechazó las propuestas de voto calificado.

### La ciudad, el campo y la inmigración
Estrada observó la crudeza de la vida en el campo: el gaucho no tenía hogar ni propiedades, y no podía llegar a obtenerlas ya que la falta de un trabajo fijo le impedía ahorrar. La gran tasa de analfabetismo y la lejanía del centro de poder hacía que no pudieran tener representación política. Su artículo La Campaña, de 1869, fue pionero en esas denuncias (al poco tiempo se publicaría El Gaucho Martín Fierro): en la campaña las únicas personas libres eran el juez de paz y el comisario. Los gauchos, en cambio, estaban oprimidos por «la manera arbitraria y cruel de aplicar las leyes»: según Estrada la verdadera igualdad democrática sólo se conseguiría «levantando el nivel intelectual y moral» del pueblo de la campaña mediante el acceso a la educación pública.
La inmigración a la Argentina, según el autor, no ayudó a solucionar el problema de la exclusión política de la gente de campo, ya que la mayor parte de los inmigrantes se instalaron en las ciudades, en especial en la de Buenos Aires y el litoral. A diferencia de otros autores de su época, Estrada mostró cierta indiferencia respecto al tema. Sarmiento, por ejemplo, tuvo políticas tendientes a inundar el país con inmigrantes blancos para anular la influencia de los criollos, negros e indios. Estrada, en cambio, se limitó a observar el fenómeno y comentar el hecho de que muchos inmigrantes no desearan tomar la ciudadanía argentina: por eso propuso la posibilidad de que alguien pudiera tener varias nacionalidades.

### El rol del Estado
Estrada temía que la Argentina volviera a una situación semejante a la del gobierno de Juan Manuel de Rosas, por lo tanto siempre favoreció la libertad individual y la iniciativa privada. El Estado, según su pensamiento, no debería prohibir nada que las personas estuviesen capacitadas para hacer, y la autoridad de decisión siempre debería ser lo más cercana a ellas que fuera posible (mejor municipal que provincial, mejor provincial que nacional). Estas ideas están en la misma línea que las que luego expondrían los Papas en la Doctrina Social de la Iglesia y que hoy se expresan en el principio de subsidiariedad. Si bien en su primera juventud se había acercado al liberalismo francés, luego leyó a Alexis de Tocqueville y pasó a un liberalismo más similar al estadounidense. Así el pensamiento de Estrada buscaba la supremacía de la sociedad civil sobre el Estado. En las controversias políticas de 1880, el liberalismo se identificó con el laicismo y Estrada se separó de esa ideología.
En cuanto a las relaciones del Estado con la Iglesia, Estrada no admitía que se la marginara la esfera privada, pero sí apoyaba la libertad religiosa, entendida como la ausencia de regulaciones estatales en materia de religión personal o en el funcionamiento de las órdenes religiosas y de la Iglesia en su conjunto. En un período temprano de su juventud, aceptó las tesis del catolicismo liberal francés, pero cambió su postura tras estudiar el magisterio papal y los documentos del Primer Concilio Vaticano.

Me sedujo durante algún tiempo el espíritu, bien intencionado pero paradojal, de los que en Bélgica y en Francia se llamaron, antes del Concilio Vaticano, católicos liberales. Doy gracias a Dios que me abrió los ojos y disipó de mi alma estas ilusiones ... El cristianismo es el Reino de Cristo sobre las almas y las sociedades. Qué idea tan sencilla, tan luminosa, y tan difícil de percibir, sin embargo, cuando se envenena desde la niñez en una atmósfera de filantropía, que es una verdadera antropolatría.

El cristianismo, según el autor, hace un énfasis en la íntima conciencia de la persona que no hacen otros pensadores o moralistas, quienes suelen poner el acento en la obediencia a normas estatales o dependientes de alguna otra autoridad humana. Es por eso que rechaza la influencia del Estado en los temas morales, que según él deben quedar en manos de la Iglesia.

### Libertad y liberalismo
En su conferencia de 1878, en la Asociación Católica, Estrada expuso parte de su pensamiento acerca de la libertad y el liberalismo. Como católico, Estrada defiende el libre albedrío de la persona humana, pero insiste en que el pensamiento moderno tiene un concepto de libertad que él considera errado, la llama «libertad materialista», e interpreta que desde la revolución francesa en adelante se intentó ampliar el concepto de la libertad sin obtener buenos resultados (a juicio del autor), antes bien, se obtuvo el industrialismo cuyas sociedades anónimas de capital, afirma, separaban por un lado el mundo del trabajo y por otro las responsabilidades morales del empleador. En su libro sobre Estrada, Héctor Tanzi interpreta su pensamiento como «las libertades liberales trajeron la explotación del asalariado», la verdadera libertad, según Estrada, sería la que surge del orden natural y de la moral.
Estrada defendía la libertad de enseñanza. En su artículo Reforma Universitaria, publicado en El Argentino en 1873, sostiene que la existencia de universidades independientes no es incompatible con la de universidades estatales, y que parte del derecho a enseñar de un profesor consiste en tener la posibilidad de enseñar en una universidad que no esté controlada por el gobierno. Además sostenía que, si bien el profesor es libre para enseñar, tenía la obligación moral de mantener, en el aula, la neutralidad en materia política y religiosa.

Respecto del padre, la libertad de la enseñanza consiste en el pleno derecho según el cual puede escoger las doctrinas bajo las cuales sus hijos han de ser educados y los maestros a los cuales ha de ser confiada su educación. Respecto de los profesores, consiste en el derecho de derramar las doctrinas que forman el fondo de su carácter científico y moral, sin ser trabados por la censura del Estado.

Estrada propuso la instrucción pública como solución a los grandes desniveles culturales entre los sectores de la sociedad, ya que esta fomenta las capacidades intelectuales de los niños, posibilitando su desarrollo social. Sin embargo, Estrada rechazaba la gratuidad de la enseñanza pública que haría a las familias rehenes del Estado y aumentaría los impuestos. También rechazaba su obligatoriedad basada en la fuerza coercitiva del Estado, prefiriendo estímulos indirectos.

La educación es primitivamente un ministerio paternal, subsidiariamente una función social.

### La familia
La familia tenía mucha importancia para su pensamiento. Según él, la intervención del Estado en los nexos familiares carece de legitimidad, por este motivo se opuso a la institución del registro civil, al concepto de matrimonio como contrato y a su disolución, el divorcio. Definió familia como «una asociación puramente de amor». Además sostuvo que corresponde a las familias decidir acerca de la educación de sus hijos y el régimen del patrimonio familiar, resaltando la importancia de la libertad testamentaria. En derecho testamentario, Estrada rechazaba la idea de una legítima establecida por ley, considerándola una intromisión arbitraria del Estado en los asuntos de las familias.

En buena hora que se repudien los modelos de la institución patriarcal ... las sociedades liberales debieran estudiar el modelo de la sociedad doméstica autonómica y vigorosa por la solidez de la propiedad e imperio del testamento.

### Solución a los problemas sociales
Estrada creía que la solución a los conflictos sociales no podía venir ni del liberalismo ni del socialismo: rechazaba ambas propuestas como materialistas y afirmaba que la solución debía venir desde la moral cristiana, que busca integrar todas las clases sociales en un tejido social unido y sin discordias. En El génesis de nuestra raza cita a Donoso Cortés en su afirmación de que en toda gran cuestión política hay envuelta una gran cuestión teológica. Esta idea sigue presente en sectores católicos argentinos, uno de cuyos exponentes es Leonardo Castellani. Estrada formuló las siguientes ideas para mejorar la situación social:
- Fomentar la institución de la propiedad privada, desalentando su concentración en las manos de pocas personas y haciendo que cualquier persona sea capaz de ser propietaria de tierras o lotes urbanos.[99]
- Fomentar el derecho de asociación obrera.[100]
- Dejar de considerar al trabajo como una simple mercancía.[101]
- Evitar las ideas de odio y lucha entre clases sociales.[102]

Organizaciones económicas que aglomeran los capitales en las manos de un señorío opresor del pobre, del dependiente y del obrero, llevan en su seno principios mortíferos ... Distribuir la propiedad territorial, haciéndola accesible en cuanto dependa de la ley ... es la manera de extirpar la herencia de la economía colonial.

### La propiedad de la tierra
Estrada afirmaba que los problemas de despoblamiento de la Argentina y el abandono de los habitantes del campo se originaron en la temprana conquista y feudalización de grandes extensiones de tierras. En su Curso de Derecho Constitucional comparó diversas maneras en que se genera y transmite la propiedad, y describió tres grandes categorías: el sistema feudal donde la mayor parte de la tierra se obtuvo por conquista y está concentrada en una clase social minoritaria, el sistema francés en que la tierra recibe un trato mercantil y en la que intervienen bancos y el Estado; y el sistema angloamericano con la ley de apropiación original (homestead) que entrega lotes de tierras públicas a quien se comprometa a habitarlas y cultivarlas durante un tiempo.

## Aportes a la Educación
Estrada propuso una serie de ideas novedosas para el campo de la Educación en la Argentina: a diferencia de otros intelectuales de la generación del 80 como Sarmiento y Wilde, Estrada se opuso al Estado Docente, y favoreció el cogobierno de la Educación tanto por el Estado como por las familias de los alumnos. Él preveía una descentralización educativa que garantizara el derecho a la educación y la libertad de enseñanza.

### Escuela primaria

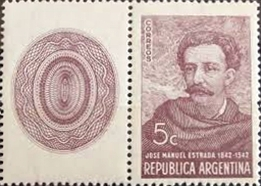
Sello postal argentino de 1942. Conmemora el centenario del nacimiento de José Manuel Estrada, que tuvo lugar el 13 de julio de 1842.

En el pensamiento de Estrada, común a fines del siglo XIX, el objetivo de la escuela primaria es moralizar y formar el carácter de los individuos; y así moralizar a la sociedad en su conjunto y hacerla apta para la democracia, una forma de gobierno que, según el autor, exige preparación cultural e intelectual. Esta educación primaria dependería de dos instituciones: la escuela, y la biblioteca popular. Con una población así educada se evitarían tanto el despotismo, que requiere el sometimiento voluntario de las mayorías, como los gobiernos de oligarquías o de mayorías incultas. En su libro Memoria para la Educación Común en la Provincia de Buenos Aires, Estrada trata de modo sistemático los aspectos de la educación. Distingue la educación física, de la educación espiritual. Dentro de esta última distingue los aspectos de la vida social (educación para la vinculación con los pares, para la vida de familia, y para la ciudadanía) y la vida individual (dominio de la voluntad, dominio de la sensibilidad, y educación intelectual tanto informativa como moral).
Estrada consideraba que los partidarios de la enseñanza obligatoria tienen una opinión buena y legítima, pero nunca terminó de aceptarla, pensando que han de buscarse métodos no coercitivos que tengan el mismo resultado. Acerca de su gratuidad, el autor la considera un engaño, ya que las familias en la realidad sí pagan la educación estatal mediante impuestos, y entonces es imposible llamarla «gratuita». Además a Estrada repugnaba la idea de que la única educación gratuita fuera la que provee el monopolio del estado, haciendo imposible la educación católica para las clases más pobres. En cambio, Estrada proponía «una coparticipación subsidiaria entre todos los agentes educativos, incluido el Estado, a la hora de financiar la educación para responder así simultáneamente a la igualdad y a la libertad». Un tercer punto que examinó Estrada es la religiosidad de la escuela: él considera que sin religión no hay un sustento suficientemente firme para la moral, o sea para determinar exactamente qué son el bien y el mal. Se enfrentó a dos problemas, primero la contradicción que la enseñanza religiosa traería para la escuela estatal, dependiente de un Estado que gobierna a personas de distintas creencias; y segundo el método anticuado que había adoptado la Provincia de Buenos Aires, de hacer que los alumnos simplemente memoricen mecánicamente el catecismo.

Educación para la libertad, o simplemente educación, porque no puede menos de ser libre un pueblo compuesto de hombres que se conocen y se moderan.
José Manuel Estrada

### Educación secundaria y universitaria
Siguiendo las ideas de su época, Estrada consideraba que la educación secundaria tenía por objetivo la formación de la clase dirigente: «La instrucción secundaria, unidamente con la superior, profesional y facultativa, prepara la clase gobernante en las naciones organizadas bajo el principio de la igualdad política». Dado que se trata de una formación de dirigentes, el autor pensaba que la motivación no debía ser el lucro económico, sino la elevación del espíritu y de las facultades humanas. Estrada afirmó que lo mejor sería que las universidades controlen a los colegios secundarios y dicten sus planes de estudio según se considere más conveniente para el ingreso a los claustros académicos; y que tanto universidades como colegios tengan personería jurídica para ser titulares de bienes inmuebles.

## Crítica literaria
Según su alumno Martín García Merou, su austeridad y su talento le inspiraron respeto y simpatía; en lo literario, su estilo «es un estilo oratorio por excelencia, lleno de imágenes y de frases de efecto». Ricardo Rojas en su Historia de la Literatura Argentina hace propia la opinión de García Merou y agrega: «se reveló como orador académico, por el horizonte filosófico de sus ideas, y por la conciencia literaria de su estilo», aunque refiriéndose a las Lecciones de Historia, adjetiva como «confusas» algunas de las imágenes propias de la oralidad de la enseñanza una vez transferidas al texto escrito. Rómulo Beovide, miembro de la Academia Nacional de Periodismo, describió su estilo como «verbo apasionado y cautivante».

## Familia y descendencia
Estrada era hijo de José Manuel Estrada Barquín y Rosario Perichón de Vandeuil.
Por la rama paterna, era nieto de Juan Bautista Estrada, oriundo de Santander, que había pasado a Indias en 1799 junto a su hermano Francisco Tomás. Se casaron con las hermanas Carlota y Manuela Barquín Velasco respectivamente. Juan Bautista tuvo a José Manuel Estrada Barquín, diputado de la legislatura provincial de Buenos Aires, y fundador de la primera usina de gas para el alumbrado público de la ciudad, que fue el padre del autor biografado.
En rama materna: Martín Altolaguirre, nacido en Vitoria, casó en Buenos Aires el 19 de marzo de 1730 con María Josefa de Pando Patiño. Su hija Tomasa Altolaguirre casó con el guipuzcoano Martín Simón de Sarratea, cuya hija María Martina Sarratea fue la mujer de Santiago de Liniers. Entre los hijos de la familia Liniers estaba María del Carmen, casada con Juan Bautista Perichon de Vandeuil: éstos eran los abuelos maternos.
Tras el fusilamiento de Liniers, muchos de sus hijos se fueron a España. María del Carmen permaneció en la Argentina y por eso la casa del virrey y los terrenos aledaños fueron el lugar donde el hermano de José Manuel, Ángel fundó la reconocida editorial Estrada.
Tuvo ocho hermanos. Además del mencionado Ángel, Santiago, Narciso, Eduardo, Juan Bautista, Enrique y otros dos que murieron muy jóvenes.
Estrada se casó el 14 de marzo de 1868 con Elena Esteves Saguí, hija de Miguel Esteves Saguí y Juana Santos Rubio. Sus hijos fueron: José Manuel, Miguel, Alberto, María Elena y María Cecilia. La residencia de la familia era una quinta ubicada en la esquina de Juncal y Suipacha, llegando hasta el Río de la Plata. Entre sus nietos se encuentra María Elena Olazábal Estrada de Hirsch.
| \| \| \| \| \| \| \| \| \| \| \| \| \| \| \| \| \| \| \| \| 8. José Fernando de Estrada Menocal \| \| \| \| \| \| \| \| \| \| \| \| \| \| \| \| \| \| \| \| \| \| \| \| \| \| \| \| \| \| \| \| \| \| \| \| \| \| \| \| \| \| \| \| \| \| \| \| \| \| \| \| \| \| 4. Juan Bautista Estrada Maoño \| \| \| \| \| \| \| \| \| \| \| \| \| \| \| \| \| \| \| \| \| \| \| \| \| \| \| \| \| \| \| \| \| \| \| \| \| \| \| \| \| \| \| \| \| \| \| \| \| \| \| \| \| \| 18. Juan de Maoño Paravayón \| \| \| \| \| \| \| \| \| \| \| \| \| \| \| \| \| \| \| \| \| \| \| \| \| \| \| \| \| \| \| \| \| \| \| \| \| \| \| \| \| \| \| \| \| \| \| \| \| \| \| \| \| \| 9. Antonia Magdalena de Maoño de la Sierra \| \| \| \| \| \| \| \| \| \| \| \| \| \| \| \| \| \| \| \| \| \| \| \| \| \| \| \| \| \| \| \| \| \| \| \| \| \| \| \| \| \| \| \| \| \| \| \| \| \| \| \| \| \| 19. María de la Sierra Gandarillas \| \| \| \| \| \| \| \| \| \| \| \| \| \| \| \| \| \| \| \| \| \| \| \| \| \| \| \| \| \| \| \| \| \| \| \| \| \| \| \| \| \| \| \| \| \| \| \| \| \| \| \| \| \| 2. José Manuel Estrada Barquín \| \| \| \| \| \| \| \| \| \| \| \| \| \| \| \| \| \| \| \| \| \| \| \| \| \| \| \| \| \| \| \| \| \| \| \| \| \| \| \| \| \| \| \| \| \| \| \| \| \| \| \| \| \| 20. Joaquín Barquín \| \| \| \| \| \| \| \| \| \| \| \| \| \| \| \| \| \| \| \| \| \| \| \| \| \| \| \| \| \| \| \| \| \| \| \| \| \| \| \| \| \| \| \| \| \| \| \| \| \| \| \| \| \| 10. Manuel Antonio Barquín Lavín \| \| \| \| \| \| \| \| \| \| \| \| \| \| \| \| \| \| \| \| \| \| \| \| \| \| \| \| \| \| \| \| \| \| \| \| \| \| \| \| \| \| \| \| \| \| \| \| \| \| \| \| \| \| 21. Lorenza Lavín \| \| \| \| \| \| \| \| \| \| \| \| \| \| \| \| \| \| \| \| \| \| \| \| \| \| \| \| \| \| \| \| \| \| \| \| \| \| \| \| \| \| \| \| \| \| \| \| \| \| \| \| \| \| 5. Carlota Ramona Barquín Velasco \| \| \| \| \| \| \| \| \| \| \| \| \| \| \| \| \| \| \| \| \| \| \| \| \| \| \| \| \| \| \| \| \| \| \| \| \| \| \| \| \| \| \| \| \| \| \| \| \| \| \| \| \| \| 22. Antonio de Velasco Quintana García Herrera \| \| \| \| \| \| \| \| \| \| \| \| \| \| \| \| \| \| \| \| \| \| \| \| \| \| \| \| \| \| \| \| \| \| \| \| \| \| \| \| \| \| \| \| \| \| \| \| \| \| \| \| \| \| 11. Ana María de Velasco Tagle Bracho \| \| \| \| \| \| \| \| \| \| \| \| \| \| \| \| \| \| \| \| \| \| \| \| \| \| \| \| \| \| \| \| \| \| \| \| \| \| \| \| \| \| \| \| \| \| \| \| \| \| \| \| \| \| 23. Francisca Antonia de Tagle Bracho Izca \| \| \| \| \| \| \| \| \| \| \| \| \| \| \| \| \| \| \| \| \| \| \| \| \| \| \| \| \| \| \| \| \| \| \| \| \| \| \| \| \| \| \| \| \| \| \| \| \| \| \| \| \| \| 1. José Manuel Estrada Perichon de Vandeuil \| \| \| \| \| \| \| \| \| \| \| \| \| \| \| \| \| \| \| \| \| \| \| \| \| \| \| \| \| \| \| \| \| \| \| \| \| \| \| \| \| \| \| \| \| \| \| \| \| \| \| \| \| \| 24. Esteban Guillermo Perichon de Vandeuil \| \| \| \| \| \| \| \| \| \| \| \| \| \| \| \| \| \| \| \| \| \| \| \| \| \| \| \| \| \| \| \| \| \| \| \| \| \| \| \| \| \| \| \| \| \| \| \| \| \| \| \| \| \| 12. Esteban Armando Perichon de Vandeuil \| \| \| \| \| \| \| \| \| \| \| \| \| \| \| \| \| \| \| \| \| \| \| \| \| \| \| \| \| \| \| \| \| \| \| \| \| \| \| \| \| \| \| \| \| \| \| \| \| \| \| \| \| \| 25. Avoye De Montice \| \| \| \| \| \| \| \| \| \| \| \| \| \| \| \| \| \| \| \| \| \| \| \| \| \| \| \| \| \| \| \| \| \| \| \| \| \| \| \| \| \| \| \| \| \| \| \| \| \| \| \| \| \| 6. Juan Bautista Perichon de Vandeuil \| \| \| \| \| \| \| \| \| \| \| \| \| \| \| \| \| \| \| \| \| \| \| \| \| \| \| \| \| \| \| \| \| \| \| \| \| \| \| \| \| \| \| \| \| \| \| \| \| \| \| \| \| \| 26. Jean Joseph Abeille \| \| \| \| \| \| \| \| \| \| \| \| \| \| \| \| \| \| \| \| \| \| \| \| \| \| \| \| \| \| \| \| \| \| \| \| \| \| \| \| \| \| \| \| \| \| \| \| \| \| \| \| \| \| 13. Juana Magdalena D'Abeille \| \| \| \| \| \| \| \| \| \| \| \| \| \| \| \| \| \| \| \| \| \| \| \| \| \| \| \| \| \| \| \| \| \| \| \| \| \| \| \| \| \| \| \| \| \| \| \| \| \| \| \| \| \| 27. Brigitte Leridé \| \| \| \| \| \| \| \| \| \| \| \| \| \| \| \| \| \| \| \| \| \| \| \| \| \| \| \| \| \| \| \| \| \| \| \| \| \| \| \| \| \| \| \| \| \| \| \| \| \| \| \| \| \| 3. María del Rosario Perichon de Vandeuil \| \| \| \| \| \| \| \| \| \| \| \| \| \| \| \| \| \| \| \| \| \| \| \| \| \| \| \| \| \| \| \| \| \| \| \| \| \| \| \| \| \| \| \| \| \| \| \| \| \| \| \| \| \| 28. Santiago José Luis de Liniers \| \| \| \| \| \| \| \| \| \| \| \| \| \| \| \| \| \| \| \| \| \| \| \| \| \| \| \| \| \| \| \| \| \| \| \| \| \| \| \| \| \| \| \| \| \| \| \| \| \| \| \| \| \| 14. Santiago de Liniers Bremond \| \| \| \| \| \| \| \| \| \| \| \| \| \| \| \| \| \| \| \| \| \| \| \| \| \| \| \| \| \| \| \| \| \| \| \| \| \| \| \| \| \| \| \| \| \| \| \| \| \| \| \| \| \| 29. Henriette Thérèse de Bremond Aymer \| \| \| \| \| \| \| \| \| \| \| \| \| \| \| \| \| \| \| \| \| \| \| \| \| \| \| \| \| \| \| \| \| \| \| \| \| \| \| \| \| \| \| \| \| \| \| \| \| \| \| \| \| \| 7. María del Carmen de Liniers Sarratea \| \| \| \| \| \| \| \| \| \| \| \| \| \| \| \| \| \| \| \| \| \| \| \| \| \| \| \| \| \| \| \| \| \| \| \| \| \| \| \| \| \| \| \| \| \| \| \| \| \| \| \| \| \| 30. Martín Simón de Sarratea Idígoras \| \| \| \| \| \| \| \| \| \| \| \| \| \| \| \| \| \| \| \| \| \| \| \| \| \| \| \| \| \| \| \| \| \| \| \| \| \| \| \| \| \| \| \| \| \| \| \| \| \| \| \| \| \| 15. María Martina de Sarratea Altolaguirre \| \| \| \| \| \| \| \| \| \| \| \| \| \| \| \| \| \| \| \| \| \| \| \| \| \| \| \| \| \| \| \| \| \| \| \| \| \| \| \| \| \| \| \| \| \| \| \| \| \| \| \| \| \| 31. Tomasa Josefa de Altolaguirre Pando Patiño \| \| \| \| \| \| \| \| \| \| \| \| \| \| \| \| \| \| \| \| \| \| \| \| \| \| \| \| \| \| \| \| \| \| \| \| \| \| \| \| \| \| \| \| \| \| \| \| \| \| \| \| |                                                |  |  |  |  |  |  |  |  |  |  |  |  |  |  |  |
| |                                                |  |  |  |  |  |  |  |  |  |  |  |  |  |  |  |
| | 8. José Fernando de Estrada Menocal            |  |  |  |  |  |  |  |  |  |  |  |  |  |  |  |
| |                                                |  |  |  |  |  |  |  |  |  |  |  |  |  |  |  |
| |                                                |  |  |  |  |  |  |  |  |  |  |  |  |  |  |  |
| | 4. Juan Bautista Estrada Maoño                 |  |  |  |  |  |  |  |  |  |  |  |  |  |  |  |
| |                                                |  |  |  |  |  |  |  |  |  |  |  |  |  |  |  |
| |                                                |  |  |  |  |  |  |  |  |  |  |  |  |  |  |  |
| | 18. Juan de Maoño Paravayón                    |  |  |  |  |  |  |  |  |  |  |  |  |  |  |  |
| |                                                |  |  |  |  |  |  |  |  |  |  |  |  |  |  |  |
| |                                                |  |  |  |  |  |  |  |  |  |  |  |  |  |  |  |
| | 9. Antonia Magdalena de Maoño de la Sierra     |  |  |  |  |  |  |  |  |  |  |  |  |  |  |  |
| |                                                |  |  |  |  |  |  |  |  |  |  |  |  |  |  |  |
| |                                                |  |  |  |  |  |  |  |  |  |  |  |  |  |  |  |
| | 19. María de la Sierra Gandarillas             |  |  |  |  |  |  |  |  |  |  |  |  |  |  |  |
| |                                                |  |  |  |  |  |  |  |  |  |  |  |  |  |  |  |
| |                                                |  |  |  |  |  |  |  |  |  |  |  |  |  |  |  |
| | 2. José Manuel Estrada Barquín                 |  |  |  |  |  |  |  |  |  |  |  |  |  |  |  |
| |                                                |  |  |  |  |  |  |  |  |  |  |  |  |  |  |  |
| |                                                |  |  |  |  |  |  |  |  |  |  |  |  |  |  |  |
| | 20. Joaquín Barquín                            |  |  |  |  |  |  |  |  |  |  |  |  |  |  |  |
| |                                                |  |  |  |  |  |  |  |  |  |  |  |  |  |  |  |
| |                                                |  |  |  |  |  |  |  |  |  |  |  |  |  |  |  |
| | 10. Manuel Antonio Barquín Lavín               |  |  |  |  |  |  |  |  |  |  |  |  |  |  |  |
| |                                                |  |  |  |  |  |  |  |  |  |  |  |  |  |  |  |
| |                                                |  |  |  |  |  |  |  |  |  |  |  |  |  |  |  |
| | 21. Lorenza Lavín                              |  |  |  |  |  |  |  |  |  |  |  |  |  |  |  |
| |                                                |  |  |  |  |  |  |  |  |  |  |  |  |  |  |  |
| |                                                |  |  |  |  |  |  |  |  |  |  |  |  |  |  |  |
| | 5. Carlota Ramona Barquín Velasco              |  |  |  |  |  |  |  |  |  |  |  |  |  |  |  |
| |                                                |  |  |  |  |  |  |  |  |  |  |  |  |  |  |  |
| |                                                |  |  |  |  |  |  |  |  |  |  |  |  |  |  |  |
| | 22. Antonio de Velasco Quintana García Herrera |  |  |  |  |  |  |  |  |  |  |  |  |  |  |  |
| |                                                |  |  |  |  |  |  |  |  |  |  |  |  |  |  |  |
| |                                                |  |  |  |  |  |  |  |  |  |  |  |  |  |  |  |
| | 11. Ana María de Velasco Tagle Bracho          |  |  |  |  |  |  |  |  |  |  |  |  |  |  |  |
| |                                                |  |  |  |  |  |  |  |  |  |  |  |  |  |  |  |
| |                                                |  |  |  |  |  |  |  |  |  |  |  |  |  |  |  |
| | 23. Francisca Antonia de Tagle Bracho Izca     |  |  |  |  |  |  |  |  |  |  |  |  |  |  |  |
| |                                                |  |  |  |  |  |  |  |  |  |  |  |  |  |  |  |
| |                                                |  |  |  |  |  |  |  |  |  |  |  |  |  |  |  |
| | 1. José Manuel Estrada Perichon de Vandeuil    |  |  |  |  |  |  |  |  |  |  |  |  |  |  |  |
| |                                                |  |  |  |  |  |  |  |  |  |  |  |  |  |  |  |
| |                                                |  |  |  |  |  |  |  |  |  |  |  |  |  |  |  |
| | 24. Esteban Guillermo Perichon de Vandeuil     |  |  |  |  |  |  |  |  |  |  |  |  |  |  |  |
| |                                                |  |  |  |  |  |  |  |  |  |  |  |  |  |  |  |
| |                                                |  |  |  |  |  |  |  |  |  |  |  |  |  |  |  |
| | 12. Esteban Armando Perichon de Vandeuil       |  |  |  |  |  |  |  |  |  |  |  |  |  |  |  |
| |                                                |  |  |  |  |  |  |  |  |  |  |  |  |  |  |  |
| |                                                |  |  |  |  |  |  |  |  |  |  |  |  |  |  |  |
| | 25. Avoye De Montice                           |  |  |  |  |  |  |  |  |  |  |  |  |  |  |  |
| |                                                |  |  |  |  |  |  |  |  |  |  |  |  |  |  |  |
| |                                                |  |  |  |  |  |  |  |  |  |  |  |  |  |  |  |
| | 6. Juan Bautista Perichon de Vandeuil          |  |  |  |  |  |  |  |  |  |  |  |  |  |  |  |
| |                                                |  |  |  |  |  |  |  |  |  |  |  |  |  |  |  |
| |                                                |  |  |  |  |  |  |  |  |  |  |  |  |  |  |  |
| | 26. Jean Joseph Abeille                        |  |  |  |  |  |  |  |  |  |  |  |  |  |  |  |
| |                                                |  |  |  |  |  |  |  |  |  |  |  |  |  |  |  |
| |                                                |  |  |  |  |  |  |  |  |  |  |  |  |  |  |  |
| | 13. Juana Magdalena D'Abeille                  |  |  |  |  |  |  |  |  |  |  |  |  |  |  |  |
| |                                                |  |  |  |  |  |  |  |  |  |  |  |  |  |  |  |
| |                                                |  |  |  |  |  |  |  |  |  |  |  |  |  |  |  |
| | 27. Brigitte Leridé                            |  |  |  |  |  |  |  |  |  |  |  |  |  |  |  |
| |                                                |  |  |  |  |  |  |  |  |  |  |  |  |  |  |  |
| |                                                |  |  |  |  |  |  |  |  |  |  |  |  |  |  |  |
| | 3. María del Rosario Perichon de Vandeuil      |  |  |  |  |  |  |  |  |  |  |  |  |  |  |  |
| |                                                |  |  |  |  |  |  |  |  |  |  |  |  |  |  |  |
| |                                                |  |  |  |  |  |  |  |  |  |  |  |  |  |  |  |
| | 28. Santiago José Luis de Liniers              |  |  |  |  |  |  |  |  |  |  |  |  |  |  |  |
| |                                                |  |  |  |  |  |  |  |  |  |  |  |  |  |  |  |
| |                                                |  |  |  |  |  |  |  |  |  |  |  |  |  |  |  |
| | 14. Santiago de Liniers Bremond                |  |  |  |  |  |  |  |  |  |  |  |  |  |  |  |
| |                                                |  |  |  |  |  |  |  |  |  |  |  |  |  |  |  |
| |                                                |  |  |  |  |  |  |  |  |  |  |  |  |  |  |  |
| | 29. Henriette Thérèse de Bremond Aymer         |  |  |  |  |  |  |  |  |  |  |  |  |  |  |  |
| |                                                |  |  |  |  |  |  |  |  |  |  |  |  |  |  |  |
| |                                                |  |  |  |  |  |  |  |  |  |  |  |  |  |  |  |
| | 7. María del Carmen de Liniers Sarratea        |  |  |  |  |  |  |  |  |  |  |  |  |  |  |  |
| |                                                |  |  |  |  |  |  |  |  |  |  |  |  |  |  |  |
| |                                                |  |  |  |  |  |  |  |  |  |  |  |  |  |  |  |
| | 30. Martín Simón de Sarratea Idígoras          |  |  |  |  |  |  |  |  |  |  |  |  |  |  |  |
| |                                                |  |  |  |  |  |  |  |  |  |  |  |  |  |  |  |
| |                                                |  |  |  |  |  |  |  |  |  |  |  |  |  |  |  |
| | 15. María Martina de Sarratea Altolaguirre     |  |  |  |  |  |  |  |  |  |  |  |  |  |  |  |
| |                                                |  |  |  |  |  |  |  |  |  |  |  |  |  |  |  |
| |                                                |  |  |  |  |  |  |  |  |  |  |  |  |  |  |  |
| | 31. Tomasa Josefa de Altolaguirre Pando Patiño |  |  |  |  |  |  |  |  |  |  |  |  |  |  |  |
| |                                                |  |  |  |  |  |  |  |  |  |  |  |  |  |  |  |
| |                                                |  |  |  |  |  |  |  |  |  |  |  |  |  |  |  |

## Algunas de sus obras
- El génesis de nuestra raza, 1861.
- El catolicismo y la democracia, 1862.
- Ensayo histórico sobre la revolución de los comuneros del Paraguay en el siglo XVIII, 1865.
- Lecciones sobre la Historia de la República Argentina (Recopilación de sus clases en el Colegio Normal)
- Curso de derecho constitucional (Recopilación de sus clases en la Universidad de Buenos Aires)
- La política liberal bajo la tiranía de Rosas.